# Dipartimento di Rivadavia (San Juan)
Rivadavia è un dipartimento argentino, situato nella parte centro-meridionale della provincia di San Juan, con capoluogo Rivadavia.
Fondato il 19 settembre 1942, esso confina a nord con i dipartimenti di Chimbas e Ullum, a est con il dipartimento di Capital; a sud con i dipartimenti di Pocito e Rawson, e a ovest con quello di Zonda.
Secondo il censimento del 2001, su un territorio di 157 km², la popolazione ammontava a 76.150 abitanti.
Dal punto di vista amministrativo, il dipartimento consta di un unico municipio, che copre tutto il territorio dipartimentale, suddiviso in diverse localidades (distretti municipali):
- La Bebida
- Marquesado
- Rivadavia, sede municipale